# Marco Aurélio Ubiali
Marco Aurélio Ubiali (Franca, 7 de outubro de 1949) é um médico, professor e político brasileiro.
É médico formado pela Universidade Federal de Minas Gerais  e deputado federal pelo PSB de São Paulo  e presidente da Federação das APAEs do Estado de São Paulo.

## História
É o filho primogênito de nove irmãos, seu pai era motorista de funerária e sua mãe cabeleireira. Com nove anos aprendeu o ofício de engraxate para reforçar o orçamento familiar. Aos onze anos, arrumou um emprego de montador em uma fábricas de sapato e em seguida, foi entregador de pão e vendedor de laranja.
Cursou e formou-se em técnico em contabilidade pela Fundação Educandário Pestalozzi, juntamente com o Científico pelo Instituto de Educação Estadual Torquato Caleiro.
Depois ingressou na Universidade de Brasília e na Universidade Federal de Minas Gerais, escolhendo a segunda para cursar Medicina. Foi bolsista da Fundação Mendes Pimentel e monitor de anatomia patológica e de técnica cirúrgica.
Fez residência no Hospital Samaritano com estágios no Hospital da Baleia e no Hospital João XXIII todos em Belo Horizonte. Em 1978 voltou para Franca onde trabalhou no Hospital da Santa Casa de Misericórdia de Franca por dezessete anos. Foi um dos fundadores do Hospital São Joaquim, hoje Hospital Unimed.
Foi bolsista do Senado da República Federal Alemã em Berlim no curso de Microcirurgia em 1982 e implantou em Franca o serviço de mapeamento cerebral e posteriormente o Laboratório do Sono.

## Vida política
Em 1996 filiou-se ao Partido Socialista Brasileiro (PSB) de Franca. Em 1998 tornou-se presidente do Diretório Municipal e em 2002 candidatou-se a deputado federal pela primeira vez. Na ocasião recebeu 42.409 votos sendo eleito para a terceira suplência pelo PSB.
Em 2004 candidatou-se à prefeitura de Franca, terminando em segundo lugar entre cinco candidatos. Nesta eleição alcançou 38.962 votos.
Em 2006 foi eleito com mais de 84.175 votos pelo PSB e atualmente cumpre seu primeiro mandato na Câmara Federal.
Foi integrante da CPI do Apagão Aéreo; presidente da Subcomissão Permanente da Educação; vice-líder do Bloco PSB, PCdoB, PDT, PAN, PMN e PHS na Câmara Federal; coordenador do Grupo de Trabalho Coureiro-Calçadista e presidente da Comissão de Desenvolvimento Indústria e Comércio.
Como parlamentar trabalha pelo fomento das cooperativas de trabalho, das Apaes (Associação de Pais e Amigos de Excepcionais) e pelo Setor couro-calçadista.